# Gornja Bukovica (Maglaj)
Pour les articles homonymes, voir Gornja Bukovica.
Gornja Bukovica (en serbe cyrillique : Горња Буковица) est un village de Bosnie-Herzégovine. Il est situé dans la municipalité de Maglaj, dans le canton de Zenica-Doboj et dans la fédération de Bosnie-et-Herzégovine. Selon les premiers résultats du recensement bosnien de 2013, il ne compte plus aucun habitant.

## Démographie

### Évolution historique de la population
| 1948 | 1953 | 1961 | 1971 | 1981 | 1991 | 2013 |
| ---- | ---- | ---- | ---- | ---- | ---- | ---- |
| -    | -    | 296  | 198  | 148  | 93   | 0    |

|  |

### Répartition de la population par nationalités (1991)
En 1991, les 93 habitants du village étaient tous serbes.

### Communauté locale
En 1991, Gornja Bukovica faisait partie de la communauté locale de Bukovica qui comptait 323 habitants, répartis de la manière suivante :